# Hafnersee
Der Hafnersee (slowenisch Habnarško jezero) ist einer von mehreren Seen im Keutschacher Seental südlich des Wörthersees (Kärnten).

## Geographie
Der See liegt im Keutschacher Seental im Bereich der Sattnitz, das seine Entstehung einem Seitenast des Draugletschers verdankt. Dieser hat die tektonisch vorgeformte Talfurche überformt. Der Hafnersee liegt 800 m westlich des Keutschacher Sees. Der Untergrund setzt sich aus altkristallinen Gesteinsserien (Phyllite, Glimmerschiefer, Kalkmarmor) zusammen. Darüber liegen tonige Ablagerungen aus dem Jungtertiär, die 40 bis 50 m dick sind. Auf diesen wiederum liegt das rund 400 m dicke Sattnitzkonglomerat (jüngstes Pleistozän).
Der Hafnersee verfügt über zwei Zuflüsse, den Rodabach, der Schiefling und Techelweg entwässert, und den Abfluss des südlich gelegenen Penkensees. Quantitativ bedeutend ist der Anteil des Grundwassers.
Im Westen des Hafnersees liegen ausgedehnte Flachmoore, durch die der Hauptzufluss des Sees führt. Aufgrund der aus dem Moor stammenden Huminsäuren hat der See eine natürliche braune Färbung. Das Ostufer ist ebenfalls flach, hier entspringt der Rakouza- oder Rodabach, der in den Keutschacher See mündet. An Nord- und Südufer gibt nur kleine Verlandungsflächen.
Das Einflussgebiet des Sees ist 12,7 km² groß und besteht aus dem westlichen Teil des Keutschacher Seentals, den Nordhang des Turiawaldes und die Südhänge der Wörthersee-Berge.
Der Hafnersee ist länglich-rechteckig. In der Mitte wird das Seebecken durch eine nur 1,8 m tiefe Untiefe in zwei Teilbecken getrennt. Das westliche Becken ist 10 m tief, das östliche 9,1 m.

## Geschichte
Im Jahr 1974 wurde ein neolithischer Pfahlbau auf der zentralen Untiefe des Sees entdeckt. Sie wird in den zeitlichen Kontext der Mondseekultur im Salzkammergut datiert.
Diese Feuchtbodensiedlung Hafnersee steht unter Denkmalschutz.

## Hydrologie und Ökologie
Der mittlere Abfluss liegt bei 240 l/s. Die Wassererneuerungszeit liegt bei 1,2 Monaten.
Die Wassertemperaturen des Hafnersees ähneln dem Keutschacher See. Die Temperaturen erreichen regelmäßig 25 °C. Die Temperaturspitzen werden dabei in der zweiten Julihälfte erreicht. Von Ende November bis März ist der See häufig zugefroren, die Eisdicken erreichen 40 bis 50 cm. Von Mai bis Oktober weist der See eine strenge Schichtung auf, durch seine geringe Tiefe kann sich aber kein typisches Hypolimnion ausbilden. Die Temperatur über dem Seegrund liegt im Sommer bei über 10 °C. Die Durchmischung des Seewassers (Zirkulation) findet im Frühjahr im März/April statt, im Herbst im November.
Das Seewasser ist mittelhart mit rund 10° dH. Dies ist durch das kalkreiche Einzugsgebiet bedingt. Die elektrische Leitfähigkeit liegt bei 330 bis 420 µS/cm.
Derzeit ist der See als schwach mesotroph eingestuft. Der durchschnittliche Gesamt-Phosphor-Gehalt liegt bei 12 bis 14 mg/m³. Im Phytoplankton herrschen Dinobryon divergens und Cyclotella vor. Im Sommer ist Pediastrum duplex stark vertreten. An Tieren sind im Plankton 21 Arten Rädertierchen, 6 Arten Copepoden (v. a. Eudiaptomus gracilis) und 7 Arten Wasserflöhe (Bosmina longirostris, Daphnia hyalina, Daphnia cucullata und Ceriodaphnia pulchella) vertreten.
Die dichte Besiedlung sowie die intensive landwirtschaftliche und touristische Nutzung seines Einzugsbereiches führten Anfang der 1970er Jahre zu einer starken Nährstoffbelastung des Sees (Eutrophierung). Durch das starke Wachstum der Schwebealgen kam es zu einer starken Trübung des Wassers. 1974 und im Jahr 1975 wurde nährstoffreiches und sauerstoffarmes Tiefenwasser mittels Pumpen auf den umliegenden Flächen verprüht. Die Installation einer Tiefenwasserableitung verbot sich wegen der damit verbundenen Belastung des bachabwärts gelegenen Keutschacher Sees. In den Jahren 1974, 1975 und im Jahr 1977 war das Wasser am Ende der Sommerstagnation unterhalb von 5 m Tiefe sauerstofffrei. Die Algenbiomasse war zwischen 1971 und 1976 extrem hoch mit bis zu 20,5 g pro m³ im Epilimnion. Die Biomasse wurde überwiegend von Asterionella formosa (Diatomeen) gebildet. Ab dem Jahr 1974 wurde im Keutschacher Seental die Abwasserkanalisation gebaut, die bis Mitte der 80er Jahre im Wesentlichen fertiggestellt war. Seitdem werden die Abwässer in der Kläranlage Klagenfurt gereinigt. Seit dem Jahr 1985 besserte sich die Situation des Sees. Die Gesamtphosphor-Konzentration im Epilimnion sank von bis zu 62 µg/l auf unter 20 µg/l, die mittlere Algenbiomasse auf 2 g/m³ (Werte 1990/1992). Die Sauerstoffwerte stiegen, die Sichttiefe nahm zu.
Besonders das Südufer ist naturbelassen. Hier finden eine Vielzahl von Kleinlebewesen gute Lebensbedingungen. In den Unterwasserpflanzen-Beständen leben Wasserschnecken, Muscheln und zahlreiche Insekten.
Der See ist Teil des 2.532 ha großen Landschaftsschutzgebietes Keutschacher-See-Tal (LSG.032, 1970).

## Nutzung
Der See wird als Badegewässer genutzt. Am Nordufer befinden sich Liegewiesen und Badebereiche. Am Nordostufer befindet sich ein Campingplatz.

## Tiere im Hafnersee
Der Hafnersee besitzt einen großen Fischreichtum. Es kommen folgende 19 Fischarten vor:
- Aal (Anguilla anguilla)
- Aitel (Leuciscus cephalus)
- Amurkarpfen (Ctenopharyngodon idella)
- Barsch (Perca fluviatilis)
- Bitterling (Rhodeus sericeus amarus)
- Brachse (Abramis brama)
- Forellenbarsch (Micropterus salmoides)
- Güster (Abramis bjoerkna)
- Hecht (Esox lucius)
- Karausche (Carassius carassius)
- Karpfen (Cyprinus carpio)
- Laube (Alburnus alburnus)
- Rotauge (Rutilus rutilus)
- Rotfeder (Scardinius erythrophthalmus)
- Schleie (Tinca tinca)
- Seeforelle (Salmo trutta f. lacustris)
- Silberkarpfen (Hypophthalmichthys molitrix)
- Wels (Silurus glanis)
- Zander (Sander lucioperca)

Ein Neozoon ist der nordamerikanische Forellenbarsch. Der ursprüngliche Hauptfisch, der Güster, ist in den letzten Jahren stark zurückgegangen. Im Uferbereich und beim Abfluss gibt es Bestände des Edelkrebses (Astacus astacus). Die Krebse sind sowohl in den Uferbereichen als auch in seinem Abfluss, dem Rachunzabach, zu finden.
Am Hafnersee wird nur Sportfischerei betrieben.